# .fr
.fr is het achtervoegsel van Franse domeinnamen. .fr wordt, samen met .re, .tf, .pm, .wf en .yt (de laatste drie zijn niet open voor registratie) beheerd door AFNIC.
AFNIC beheert ook de volgende secondleveldomeinnamen:
- .asso.fr - voor verenigingen
- .com.fr - open voor iedereen
- .gouv.fr - voor de Franse regering
- .tm.fr - voor houders van handelsmerken

Gesloten voor registratie sinds maart 2009:
- .nom.fr - voor familienamen
- .prd.fr - voor onderzoek en ontwikkeling
- .presse.fr - voor persmededelingen